# سید محمدحسین طباطبایی (علم‌الهدی)
سید محمدحسین طباطبایی (زاده ۲۷ بهمن ۱۳۶۹ در قم) روحانی و حافظ قرآن ایرانی است. عمده سرشناسی وی به حضورش در برنامه‌های متعدد تلویزیونی در دهه ۱۳۷۰ به تنهایی یا به همراه پدرش برمی‌گشت. او که در ۵ سالگی حافظ کل قرآن شده بود در این برنامه‌ها به قرائت آیات، خوانش آیات مشابه و شان نزول آن‌ها می‌پرداخت. علم‌الهدی لقبی بود که در همان دوران طفولیت پدرش برای وی در نظر گرفت اما بعدها کمتر بدین نام خوانده شده‌است. رسانه‌های ایرانی و برخی از رسانه‌های کشورهای مسلمان از وی به عنوان نابغه قرآنی یاد می‌کنند. او در سن ۹ سالگی به کسب درجه دکتری افتخاری نائل آمد.

## زندگی‌نامه
سیدمحمدحسین طباطبایی فرزند در سال ۱۳۶۹ در شهرستان قم به دنیا آمد و در سن دو و نیم سالگی، حفظ کردن قرآن را شروع کرد. او توانست در سن ۵ سالگی کل قرآن را حفظ نماید. وی علاوه بر حفظ کل قرآن در آن مقطع سنی توانسته بود احادیث اصول کافی و همچنین کتاب گلستان سعدی و اشعار محتشم کاشانی را به حافظه بسپارد. وی در همان سنین موفق به کسب درجه دکترای افتخاری از دانشگاه حجاز انگلستان شد و چند برنامه تلویزیونی نیز با اجرای او پخش شد. پدر او سید محمدمهدی طباطبایی نیز از قاریان مشهور قرآن در کشور است.

### مدارک افتخاری[۳][۱۱]
مدارکی که محمد حسین طباطبایی طی سال‌های طفولیت تا نوجوانی از دانشگاه‌های کشورهای مختلف گرفته عبارت است از:
- دیپلم افتخاری از کشور بوسنی و هرزگوین که بالاترین مدرک و درجه علمی در بوسنی برای عالمان دینی است (۱۳۷۶)
- لیسانس افتخاری دانشگاه تبریز (آذربایجان شرقی)
- دکترای افتخاری از دانشگاه حجاز[۱۲]